# Musée national slovaque
Le Musée national slovaque (en slovaque : Slovenské národné múzeum, abrégé en SNM) est la plus importante institution d'activité muséologique en Slovaquie. Elle se concentrant sur la recherche scientifique et l'éducation culturelle.
Il a son siège à Bratislava, mais le Musée national slovaque régit 18 musées spécialisés, dont la plupart sont situés en dehors de la ville.

## Musées et départements spécialisés
| Nom                                                | Nom slovaque                          | Localisation                                   |
| -------------------------------------------------- | ------------------------------------- | ---------------------------------------------- |
| Muséum des Sciences naturelles                     | Prírodovedné múzeum                   | Bratislava                                     |
| Musée archeologique                                | Archeologické múzeum                  | Bratislava                                     |
| Musée d'histoire                                   | Historické múzeum                     | Château de Bratislava                          |
| Musée de la musique                                | Hudobné múzeum                        | Château de Bratislava                          |
| Musée Ethnographique                               | Etnografické múzeum                   | Martin                                         |
| Musée Andrej Kmeť                                  | Múzeum Andreja Kmeťa                  | Martin                                         |
| Musée du village slovaque                          | Múzeum slovenskej dediny              | Martin                                         |
| Musée Martin Benka                                 | Múzeum Martina Benku                  | Martin                                         |
| Musée de la culture tchèque en Slovaquie           | Múzeum kultúry Čechov na Slovensku    | Martin                                         |
| Musée de la culture Roms en Slovaquie              | Múzeum kultúry Rómov na Slovensku     | Martin                                         |
| Musée Karol Plicka                                 | Múzeum Karola Plicku                  | Blatnica (subdivision du Musée de Martin)      |
| Musée du Conseil national slovaque                 | Múzeum Slovenských národných rád      | Myjava                                         |
| Musée de Červený Kameň                             | Múzeum Červený Kameň                  | Château de Červený Kameň                       |
| Musée de Betliar                                   | Múzeum Betliar                        | Betliar                                        |
| Musée de Bojnice                                   | Múzeum Bojnice                        | Château de Bojnice                             |
| Musée de Spiš à Levoča                             | Spišské múzeum v Levoči               | Levoča (ancien hôtel de ville)                 |
| Musée de la culture des marionnettes et des jouets | Múzeum bábkarských kultúr a hračiek   | Modrý Kameň Castle                             |
| Musée de la culture juive de Bratislava            | Múzeum židovskej kultúry              | Bratislava, ainsi que Trnava, Žilina et Prešov |
| Musée de la culture des Hongrois en Slovaquie      | Múzeum kultúry Maďarov na Slovensku   | Bratislava                                     |
| Musée de la culture des Allemands des Carpates     | Múzeum kultúry karpatských Nemcov     | Bratislava                                     |
| Musée de la culture Ukrainienne et Rusyn           | Múzeum ukrajinskej kultúry            | Svidník                                        |
| Musée Ľudovít Štúr                                 | Múzeum Ľudovíta Štúra                 | Modra                                          |
| Musée de la Culture croate en Slovaquie            | Múzeum kultúry Chorvátov na Slovensku | Bratislava-Devínska Nová Ves                   |